# Georg Scheder
Georg Scheder – ab 1906 Georg Scheder-Bieschin – (* 19. April 1853 in Schweidnitz, Schlesien; † 10. Juni 1938 in Kiel) war ein deutscher Marineoffizier. In der Venezuela-Krise war er Chef der Ostamerikanischen Kreuzerdivision.

## Dienst bis 1902
Werdegang
- 17. November 1874 Unterleutnant
- 1877 Leutnant zur See
- 1885 Kapitänleutnant
- 1891 Korvettenkapitän
- 30. Juni 1897 Kapitän zur See
- 27. Januar 1904 Konteradmiral
- 6. Januar 1906 z. D. gestellt

Scheder trat am 2. Mai 1870 als Kadett der Crew 70 in die Marine des Norddeutschen Bundes. Die seemännische Ausbildung durchlief er auf Niobe, Hela, Preußischer Adler und Renown. Bis zu seinem ersten eigenen Kommando 1894 war er in verschiedenen Funktionen tätig, unter anderem als Lehrer für Schiffsjungen auf der Renown sowie in der II. Matrosen-Division. Er war Wachoffizier auf verschiedenen kleineren Einheiten. Erster Offizier wurde er 1879 auf dem Kanonenboot Comet. 1883/84 und 1885/86 war er im 1. und 2. Coetus an der Marineakademie und -schule (Kiel). Seine längste durchgehende dienstliche Tätigkeit versah er vom 1. Oktober 1890 bis zum Februar 1894 als Dezernent im Reichsmarineamt.
Von April 1894 bis zum Oktober 1895 war Scheder Kommandant des Kleinen Kreuzers Bussard, der in der Südsee als Stationsschiff der Kaiserlichen Marine diente. Gleichzeitig war er dienstältester Offizier der Station. Im Juni 1894 war Scheder an der Niederschlagung von Unruhen auf der Insel Upolu bei Samoa beteiligt. Im August nahm er an der Niederschlagung eines Aufstands auf Samoa teil; Bussard, Falke und die britische Korvette Curaçao setzten gemeinsam ein Landungskorps aus und nahmen Artilleriestellungen der Aufständischen unter Feuer. Der deutsche Reiseschriftsteller Otto Ehrenfried Ehlers berichtet 1895 auch von einer Begegnung und einer Mitfahrt auf der Bussard.
Nach der Rückkehr aus Australien versah Scheder vom Dezember 1895 bis zum April 1898 Dienst beim Oberkommando der Marine. Im Mai 1898 übernahm er das Kommando über die Panzerkorvette Bayern, das er bis Februar 1900 innehatte. In dieser Zeit war die Bayern zeitweise Flaggschiff des I. Geschwaders unter Vizeadmiral August von Thomsen. Bei den Frühjahrsmanövern 1899, die bis Lissabon führten, havarierte die Bayern in der Nordsee; die Schäden wurden in Wilhelmshaven beseitigt. Scheder war ihr letzter Kommandant; das Schiff wurde wohl am 12. Februar 1900 außer Dienst gestellt.
Am 13. Februar 1900 übernahm Scheder das Kommando für die Probefahrten des Linienschiffs Kaiser Wilhelm II., das als erste Einheit der Kaiserlichen Marine speziell als Flottenflaggschiff entworfen worden war. Anschließend war er von September 1900 bis Juli 1902 Chef des Stabes bei der Marinestation der Nordsee.

## Venezuela-Blockade
Am 25. August 1902 übernahm Scheder in Newport News das Kommando über den Großen Kreuzer Vineta auf der Ostamerikanischen Station der Kaiserlichen Marine, die die Ostküste Amerikas von Kanada bis Kap Hoorn umfasste. Als dienstältester Offizier der Station wurde Scheder in der Venezuela-Blockade zur militärischen Schlüsselfigur. Am 16. Dezember 1902 wurde durch Allerhöchste Kabinettsorder die Ostamerikanische Kreuzerdivision gegründet, die Kaiser Wilhelm II. direkt unterstand und deren Kommodore Scheder wurde. Am 20. Dezember wurde der so genannte mobile Zustand befohlen, wodurch sich das Deutsche Reich und Venezuela de facto im Krieg befanden.
Nach Aufhebung der Blockade am 15. Februar 1903 blieb die Kreuzer-Division bestehen. Im November 1903 als Kommandant der Vineta durch Ludwig von Schröder abgelöst, kehrte Scheder nach Deutschland zurück.

## Dienst bis 1918
Nach der Rückkehr aus dem Karibischen Meer wurde Scheder im Dezember 1903 Inspekteur der II. Marine-Inspektion bis zum Juni 1904. Am (Kaisergeburtstag) wurde er zum Konteradmiral befördert. Vom Juni 1904 bis zum Januar 1906 war er Oberwerftdirektor der Kaiserlichen Werft Kiel.
Am 6. Januar 1906 erfolgte die Stellung zum Dienst. 1907/08 erstellte er offenbar im Auftrag des Marinekabinetts eine umfangreiche militärwissenschaftliche Studie zur Venezuelablockade unter dem Titel Ausarbeitung zur Venezuela-Blockade durch den ehemaligen Kommodore der der Kreuzerdivision, Scheder. Die Ausarbeitung umfasst mehrere hundert Seiten und beinhaltet auch Skizzen, Zeichnungen und Fotos. Für seine Studie standen ihm nach eigenen Angaben die relevanten Akten des Admiralstabs, die nahezu sämtlich noch handschriftlich verfasst waren, zur Verfügung, sowie private Tagebücher, Zeitungen und allgemeine Literatur über Venezuela. Bis heute ist der Zweck der Studie unklar. Möglicherweise plante das Marinekabinett eine Publikation analog zu den Werken des Generalstabs über den Aufstand der Herero und Nama in Deutsch-Südwestafrika; vielleicht war das Werk aber auch als Matrix für zukünftige Interventionen der Kaiserlichen Marine in Übersee gedacht. Bis heute ist Scheders Ausarbeitung die detaillierteste Darstellung der militärischen Abläufe der Blockade.
Nach dem Ausbruch des Ersten Weltkriegs wurde Scheder-Bieschin reaktiviert und war vom August 1914 bis zum Juni 1916 Mitglied, vom Juli 1916 bis zum 9. November 1918 Reichskommissar beim Prisengericht Kiel. Vermutlich ist er unmittelbar nach dem Waffenstillstand von Compiègne in den Ruhestand getreten. Über sein weiteres Leben ist nichts bekannt. Offensichtlich hat er sich jedoch weder politisch noch publizistisch betätigt. 1927 veröffentlichte er einen Aufsatz über die Venezuelablockade in der Marine-Rundschau, der auf seiner Ausarbeitung für das Marinekabinett basiert.

## Nachkommen
Scheder hatte die Söhne Max Scheder und Felix Scheder-Bieschin, die im Ersten Weltkrieg als Fähnriche in der Kaiserlichen Marine dienten. Der Segler Felix Scheder-Bieschin (Unternehmer, 1929) ist ein Enkel.